# Краткие встречи на долгой войне
«Краткие встречи на долгой войне» — советский фильм 1975 года, снятый на киностудии «Таджикфильм».

## Сюжет
Гульшот, Рустам и его друг Умар, три главных героя фильма, выросли в одном и том же таджикском горном селе. Оба молодых человека были влюблены в Гульшот, но она предпочла Рустама. Внешне неэмоциональный, он обладает поэтической жилкой и является мужчиной — одиночкой, который остается верным своей первой любви на протяжении всей своей жизни.
Фильм-воспоминание о ставшей для Рустама смыслом всей жизни юношеской любви к Гульшод.
Поэт Рустам, уже после войны, сочиняя стихи, вспоминает своё детство в далёком горном ауле, школу, любовь к соседской девочке Гульшод. Как Гульшод, впервые увидев самолёт, пришла в восторг и заболела небом. Но началась Великая Отечественная война, его призвали на фронт и он ничего не знал о Гульшод. Рустам стал военным корреспондентом, и случайно встретил на фронте Гульшод — ставшую лётчиком-истребителем. Потом им предстоит встретиться только раз — во время короткой стоянки санитарного поезда, в котором уезжал в тыл раненый Рустам. Он искал её, и уже после войны узнал, что Гульшод погибла, совершив воздушный таран.

## В ролях
В главных ролях:
- Тамара Шакирова — Гульшод
- Акиф Магеррамов — Рустам
- Галиб Исламов — Умар
- Виктор Павлов — Баранцев

В остальных ролях:
- Галя Нуртынова — Гульшод в детстве
- Бахром Али-заде — Рустам в детстве
- Костя Бегизов — Умар в детстве
- Абдульхайр Касымов — отец Умара
- Татьяна Мчедлидзе — Наташа
- Владимир Носик — инструктор
- Владимир Марьянов — эпизод
- Убайдулло Раджабов — эпизод

Фильм дублирован на русский язык на Киностудии им. М. Горького, режиссёр дубляжа Виталий Войтецкий.

## О фильме
Если обычно экранизируется литературное произведение, то в этом случае «очень интересный момент превращения, случай обратный» — после создания сценария сосценарист таджикский поэт Мирсаид Миршакар превратил сценарий-киноповесть в лирическую поэму «Страницы любви».
Отмечалось, что в съёмках фильма помогли кинематографисты Ленинграда, оператор фильма с «Ленфильма» Владимир Ильин через пять лет снимет известных «Торпедоносцев».

## Реальная основа
В журнале «Памир» за 1976 год в обзоре поэмы М. Мишкара указывалось, что летчица Гульшод — «лицо реальное, образ, имеющий свою документальную предысторию». Однако, образ героини скорее всего — легендарный. Известна только одна лётчица из Таджикистана — Алмасарида Смагина, но она не принимала участие в боях. Хотя в 1970-е появилась информация о некой героической таджикской лётчице Айгуль Мамаджановой, попытки установить реальность этого лица предпринимались уже тогда, но безрезультатно. Несмотря на отсутствие фактов в ряде современных таджикских источников сведения о ней даются как о реально существовавшем лице: «совершила 93 боевых вылета, была награждена орденом Ленина», при этом из года в год описание достижений растёт (то лётчик-штурмовик, то лётчик-истребитель, несмотря на гибель стрелка, сбившая два вражеских истребителя и посадившая самолёт при заклинившем руле высоты, и т. п.).

## Критика
В одном из опросов зрителей фильм был назван слабым (оценка «3»), отмечалось, что тема фильма не разработана: «любви героев ничего не препятствует, даже война. Проблемы и переживания мелки и оставляют аудиторию равнодушной». При этом признаётся, что фильм «внёс свой аспект образа войны, каким он явился в сознании таджикского народа» и фильм является важным в кинематографии Таджикской ССР, которая «не могла не сказать своего слова о войне».